# Українці проти туберкульозу
БО "Фундація «Громадський Рух „Українці проти туберкульозу“»" — громадське об'єднання соціального захисту, що діє у формі Всеукраїнської благодійної організації.
Основною метою діяльності Фундації є сприяння боротьбі з епідемією туберкульозу в Україні, невідкладне та всеохопне підвищення санітарної обізнаності населення.
Територія на яку поширюється діяльність об'єднання: Україна.
Громадський Рух засновано 16 травня 2000 р.
На підтримку ініціативи Громадського Руху «Українці проти туберкульозу» Указом Президента України від 22 березня 2002 р. № 290/2002 було встановлено Всеукраїнський день боротьби із захворюванням на туберкульоз. Також 2018 року Фундація, спільно з Коаліцією організацій «Зупинимо туберкульоз разом» та Всеукраїнською асоціацією людей, що перехворіли на туберкульоз «Сильніші за ТБ», виступила ініціатором впровадження Національного дня вшанування пам'яті жертв туберкульозу. Ініціативу підтримали народні депутати України, і для цього вибрали символічну дату — день смерті Лесі Українки, яка померла від цієї хвороби — 1 серпня.
Фундація також організовує різні громадські акції та інші заходи для привернення уваги до проблеми туберкульозу в Україні. 2007 року Фундація, спільно з міжнародною журналістською асоціацією «Здоров'я без кордонів», провела всеукраїнський конкурс «Дитинство без туберкульозу».